# Planète Terre (téléfilm, 1974)
Pour les articles homonymes, voir Planète Terre.
Pour plus de détails, voir Fiche technique et Distribution.
Planète Terre (Planet Earth) est le titre d'un téléfilm américain réalisé par Marc Daniels et produit par Gene Roddenberry, diffusé le 23 avril 1974 sur le réseau ABC. Il a été coécrit par Roddenberry et Juanita Bartlett. Ce téléfilm a été diffusé en France sur France 3 dans les années 90. 

## Synopsis
Un groupe d'humains, Dylan Hunt le commandant, Harper-Smythe la scientifique et Baylok le spécialiste des communications sont réveillés de l'animation suspendue et se retrouvent au 22e siècle sur Terre. Alors qu'ils parcourent la surface de la planète dans un engin motorisé, ils découvrent une civilisation où les femmes contrôlent la planète et les hommes sont devenus des esclaves. D'abord capturé, leur chef Hunt est vendu comme esclave puis prend la tête de la révolte masculine.

## Fiche technique
- Titre original : Planet Earth
- Titre français : Planète Terre
- Réalisation : Marc Daniels
- Scénario : Juanita Bartlett et Gene Roddenberry
- Musique : Harry Sukman
- Photographie : Arch Dalzell
- Montage : George Watters
- Décors : Robert Kinoshita
- Distribution : Hoyt Bowers
- Costumes : William Ware Theiss
- Producteur : Robert H. Justman
- Producteur exécutif : Gene Roddenberry
- Compagnies de production : Warner Bros Television - Norway Productions
- Compagnie de distribution : ABC
- Pays d'origine : USA
- Langue : Anglais Mono
- Ratio écran : 1.33:1 plein écran 4:3
- Format : 35 mm
- Durée : 74 minutes

## Distribution
- John Saxon : Dylan Hunt
- Janet Margolin : Harper-Smythe
- Ted Cassidy : Isiah
- Christopher Cary : Baylok
- Diana Muldaur : Marg
- Sally Kemp : Treece
- Johana De Winter : Villar
- Claire Brennen : Delba
- Corinne Camacho : Bronta
- Majel Barrett : Yuloff
- Jim Antonio : Jonathan Connor
- Aron Kincaid : Gorda
- John Quade : Commandant Kreeg
- Rai Tasco : Pater Kimbridge
- Sara Chattin : Thetis
- Lew Brown : Merlo
- Robert Sutton : Capitaine Kreeg
- Joan Crosby : Kyla
- Craig Hundley : Claveciniste
- Robert McAndrew : Premier esclave
- Bob Golden : Second esclave
- Susan Page : Petite fille
- Patricia Smith : Skylar